# Chlorophorus butleri
Chlorophorus butleri är en skalbaggsart som beskrevs av Maurice Pic 1920. Chlorophorus butleri ingår i släktet Chlorophorus och familjen långhorningar. Inga underarter finns listade i Catalogue of Life.